# Шраде, Лео
Ле́о Шра́де (нем. Leo Schrade; 13 декабря 1903 года, Алленштайн, Восточная Пруссия, ныне Ольштын, Польша — 21 сентября 1964 года, Сперасед, Франция) — немецкий и американский музыковед

, источниковед.

## Очерк биографии и творчества
С 1923 года Шраде учился в университетах Гейдельберга, Мюнхена и Лейпцига, а также посещал индивидуальные курсы в Мангеймской консерватории; среди его учителей был Адольф Зандбергер. После получения докторской степени в Лейпциге в 1927 году (тема диссертации — «Die ältesten Denkmäler der Orgelmusik als Beitrag zu einer Geschichte der Toccata») ему предложили преподавательские должности в университетах Бонна и Кёнигсберга. В последнем в 1929 году он защитил профессорскую диссертацию (тема хабилитации — «Die handschriftliche Überlieferung der ältesten Instrumentalmusik»). 6 июля 1937 года уволен из Боннского университета по причине «еврейского происхождения».
В 1938 году Шраде эмигрировал в США, где до 1958 года читал лекции в Йельском университете, с 1943 года в качестве приглашённого профессора, а с 1948 года — в качестве штатного профессора истории музыки. В 1957 году он отказался перейти на работу в Гейдельбергский университет, поскольку чувствовал себя обязанным Йельскому университету, который позволил ему основать знаменитую ныне кафедру музыковедения. В 1958 году Шраде вернулся в Европу, жил и работал до конца дней в Базеле, сменил Жака Хандшина на посту главы Института музыковедения в Базельском университете.
Шраде известен прежде всего как источниковед-медиевист. Он подготовил критические издания музыки Гийома де Машо, Франческо Ландини, Филиппа де Витри и издал их (с подробным текстологическим комментарием) в 1956—1958 годах в нотной серии Polyphonic Music of the Fourteenth Century. Эти издания сохраняют свою актуальность и в XXI веке. Его большая книга Клаудио Монтеверди «Monteverdi: Creator of modern music» (New York, 1950), хотя и не лишённая полемичных суждений и заключений, остаётся ключевой работой в научной литературе об итальянском композиторе.
Шраде основал и редактировал серию критических изданий Йельского университета Collegium Musicum (в которую в его время вошли первые публикации лютневой рукописи Wickhambrook, произведений Алессандро Скарлатти, Михаэля Гайдна и других) и серию публикаций Yale Studies in the History of Music. Шраде также работал редактором нескольких журналов, в том числе «Journal of Renaissance and Baroque Music», «Annales musicologiques», «Archiv für Musikwissenschaft». Эстетико-философскими обобщениями отличаются статьи Шраде «Ренессанс: историческая концепция эпохи» (1952), «Загадка ритма в музыке» (1950), «Политические композиции во французской музыке XII—XIII веков» (1953), книга «Трагедия в музыкальном искусстве» (1964).

## Труды (выборка)
- Schrade L. Diabolus in musica // Melos 29 (1959), S. 361-373.